# Ulrich Theis
Ulrich Carl Theis (* 1957/1958) ist ein ehemaliger deutscher Handballspieler.

## Werdegang
Theis spielte als Torhüter in Dutenhofen, wechselte dann vom TV Hüttenberg zum VfL Gummersbach. Mit Gummersbach wurde er in der Saison 1982/83 Europapokalsieger und DHB-Pokal-Sieger. Im Finalrückspiel des Europapokals der Landesmeister gegen ZSKA Moskau Anfang Mai 1983 hielt Theis einen entscheidenden Strafstoß. Zur Saison 1984/85 wechselte Theis aus Gummersbach zum Bundesliga-Aufsteiger SG Wallau/Massenheim und wurde dort Mannschaftskapitän. Er stieg mit Wallau/Massenheim 1985 aus der Bundesliga ab. 1987 gelang ihm mit der Mannschaft erneut der Sprung in die höchste Spielklasse des Landes. 1988 stand Theis mit Wallau/Massenheim in den beiden Endspielen um den DHB-Pokal, in beiden unterlag man TuSEM Essen.
Der beruflich im Bau- und Immobilienwesen tätige Theis wurde Gesellschafter beim Betreiber der Füchse Berlin, der 2005 eingetragenen Reinickendorfer Füchse Handball Vermarktungsgesellschaft mbH (später Füchse Berlin Handball GmbH), nachdem er die Mannschaft bereits in vorherigen Jahren unterstützt hatte. Zusammen mit dem Vereinsvorsitzenden Frank Steffel war Theis 2005 für die Einstellung Bob Hannings als Füchse-Geschäftsführer verantwortlich.